# Kyndelsmässodagen
Kyndelsmässodagen, kyndelsmässa, Jungfru Marie kyrkogångsdag, Herrens frambärande i Templet, är en dag i almanackan, och i kyrkoåret en festdag ägnad minnet av hur jungfru Maria 40 dagar efter födelsen bar fram Jesus i templet. I almanackan är den 2 februari kyndelsmässodagen, men dess kyrkliga placering varierar, även mellan samfund. Den iakttages dock av de flesta kristna samfund, och är en av de äldsta kristna festdagarna. 
Att bära fram ett barn i templet på den 40:e dagen efter födelsen är ursprungligen en judisk tradition. Fyrtio dagar efter den 25 december, som är dagen på kyrkoåret då minnet av Jesu födelse firas, blir den 2 februari som också bär namnet kyndelsmässodagen i den svenska almanackan. 
Sedan 1772 firas kyndelsmässodagen i Sverige på söndagen som infaller 2–8 februari, såvida det inte är fastlagssöndagen då. I så fall infaller kyndelsmässodagen föregående söndag. Kyndelsmässodagen avslutar jultiden på kyrkoåret och kallas därför ibland för lilla julafton. I länder som följer den gregorianska kalendern och där dagen inte är en förpliktad helgdag firas den alltjämt den 2 februari. Gammelkalendariska ortodoxa firar den i stället den 15 februari.
Dagen skall inte förväxlas med Den saliga Jungfrun Marias tempelgång.

## Bibeln
Kyndelsmässodagen firas till minne av den dag då Jesus som barn frambars av sina föräldrar i templet (Luk 2:22-35). Enligt Mose lag skulle allt förstfött av manskön helgas åt Herren. De förstfödda bland boskapen skulle offras, medan de förstfödda sönerna skulle lösas ut vid en månads ålder med ersättningsoffer bestående av silvermynt (2 Mos 13:2, 13, 4 Mos 18:15f). Detta sammanföll också med moderns rening. En kvinna som fött barn ansågs rituellt oren. Om kvinnan fött en son ansågs hon oren i 8 dagar fram till dess sonen omskars på den åttonde dagen. Sedan skulle hon vänta 33 dagar under sin "blödning- och reningstid" (3 Mos 12). När den tiden passerat skulle familjen offra ett lamm, eller om familjen var fattig två duvor, sedan var kvinnan rituellt ren igen. Hade kvinnan fött en dotter skulle tiden innan offret vara ytterligare 40 dagar längre. Detta med den dåtida teologiska motiveringen att det "vilade en dubbel förbannelse över kvinnokönet".
Evangelietexterna berättar att den heliga familjen i Templet mötte en man vid namn Symeon, som där "väntade på Israels tröst". Den helige Ande hade berättat för honom att han inte skulle dö förrän han sett Messias. När han fick se Jesus uttalade han de ord som finns i Lukasevangeliet 2:29 ff, som ligger till grund för bönen Nunc dimittis. Evangelietexten fortsätter berätta att i Templet mötte den heliga familjen också en profet vid namn Hanna.

## Historia
Kyndelsmässodagen uppkom på 300-talet i östra Europa, och kom till väst på 600-talet tillsammans med flera andra mariadagar. Den har kallats Jungfru Marias rening, Jungfru Marie kyrkogångsdag och Herrens frambärande.
I fornkyrkan var Jesu födelsedag förlagd till den 6 januari, och följaktligen firades kyndelsmäss den 14 februari. År 542 bestämde östromerske kejsar Justianus I att kyndelsmäss skulle flyttas till 2 februari, för att bättre stämma överens med julens då bestämda placering den 25 december. Kyndelsmäss hade då redan fått inslag av en romersk reningsfest som inföll den 15 februari, dagen efter den gamla placeringen; lupercalierna.

## Namn och firande
Kyndelsmässodagen har fått sitt svenska namn av den gamla traditionen att fira ljusfest denna dag (lat. festum candelabrum eller missa candelarum). Kyndel är ett gammalt svenskt ord för ljus, bloss (jfr engelskans candle eller finskans kynttilä) och har omvandlats till den svenska benämningen kyndelsmässa tidigare även candelaria. Dess engelska namn är likaså Candlemas, och även på andra språk förekommer ordet "ljus" i namnet på dagen, till exempel på polska. I de katolska delarna av Tyskland kallas dagen för Mariae Lichtmess, vilket betyder Marias ljusmässa. Det finns många bondepraktikor omkring dagen.
Det är fortfarande vanligt att man denna dag välsignar de ljus som ska användas under det kommande året. I de katolska delarna av Tyskland sker detta vid Mariae Lichtmess. Bruket förekommer även i Sverige och inom Svenska kyrkan. Under medeltiden tog man med sina nystöpta ljus till kyrkan för att få dem välsignade just den här dagen. Att ljus förknippas med kyndelsmässodagen motiveras kyrkligt med att Jesusbarnet i dagens evangelietext beskrivs som "ett ljus med uppenbarelse" (Luk 2:32). Denna söndag har temat "Uppenbarelsens ljus" i evangelieboken. Välsignelsen sker genom att prästen uttalar en välsignelse och stänker vigvatten på ljusen med hjälp av en aspergil.
I vissa trakter i Sverige associerades namnformen kvindermässa till "kvinnomässa", och man menade att detta därför var ämnat att vara en dag för kvinnor att festa utan närvarande män. På sina håll granskade kvinnorna under denna fest varandras vävar.
En svensk vädertyda kopplad till kyndelsmäss är att jungfru Maria då skall ha kastat sin tvål i sjön, vilket gjorde det lättare att tvätta. Hårt vatten blir under den kalla årstiden också lite mjukare, på grund av mjukt smältvatten och att en del mineraler fälls ut från vattnet i kylan, så tvättförutsättningarna är under denna period faktiskt lite bättre än under varmare årstider.
Kyndelsmässosöndagen har på senare år i Sverige också blivit kyrkomusikens särskilda gudstjänsttillfälle.

## Svenska kyrkan

### Texter
Söndagens tema enligt 2003 års evangeliebok är Uppenbarelsens ljus. De bibeltexter som används för att belysa dagens tema är:
| Första årgången                                                                 | Andra årgången                                                                                                   | Tredje årgången                                                                                            | Psaltarpsalm  |
| Första Samuelsboken 1:21–28 Första Johannesbrevet 1:5–7 Lukasevangeliet 2:22–40 | Malaki 3:1–4 Första Timotheosbrevet 6:13–16 Lukasevangeliet 2:22–40 Johannesevangeliet 1:14–18 (alternativ text) | Mika 7:7–8 Apostlagärningarna 2:42–46 Lukasevangeliet 2:22–40 Matteusevangeliet 13:31–33 (alternativ text) | Psaltaren 138 |